# Fühlerschlange
Die Fühlerschlange (Erpeton tentaculatum) auch Tentakelschlange ist eine Trugnatter 
aus Südostasien. Namensgebend sind die beiden Fühler vorne am Kopf, die zur Ortung von Beutefischen dienen und ein bei Schlangen einzigartiges Merkmal darstellen. Die Fühlerschlange ist die einzige Art der Gattung Erpeton.

## Beschreibung
Fühlerschlangen sind mit einer Länge von 50 bis 90 cm eine relativ kleine Schlangenart. Sie kommen in zwei Varianten vor, gestreift oder gefleckt, wobei die Farbe beider Varianten von dunkelgrau oder -braun bis hellbraun reicht. 
Das auffälligste Merkmal sind die beiden beschuppten, an Fühler erinnernden, 1,3 bis 1,9 cm langen Fortsätze oben beiderseits des Mauls.
Fühlerschlangen besitzen die für Trugnattern typischen hinterständigen Furchengiftzähne. Sie sind für den Menschen nur schwach giftig.

## Lebensraum
Fühlerschlangen sind in Thailand, Kambodscha und Südvietnam zu finden, im trüben Wasser von Seen, Reisfeldern und langsam fließenden Flüssen. Sie kommt in Süß-, Salz- und Brackwasser vor. Ein beispielhafter Lebensraum ist der Tonle Sap in Kambodscha.

## Verhalten
Fühlerschlangen sind lebend gebärende Wasserschlangen mit bis zu zehn Jungtieren in einem Wurf.
Sie leben fast ausschließlich im Wasser und können bis zu 30 Minuten tauchen, ohne nach Luft schnappen zu müssen. An Land können sie sich nur unbeholfen bewegen. Sinkt der Wasserspiegel während der Trockenzeit graben sie sich notfalls im Schlamm ein, bis die Regenzeit ihren Lebensraum wieder herstellt.
Fühlerschlangen ernähren sich fast ausschließlich von Fischen, die sie mit einer angeborenen Fangtechnik erbeuten. Die Schlange lauert ihrer Beute mit im Bogen gekrümmten Vorderkörper, bewegungslos wie ein Pflanzenstängel im Wasser treibend auf. Kommt ein Beutefisch in Reichweite, löst die Schlange durch eine Muskelzuckung gegenüber ihrem Kopf den Fluchtreflex ihrer Beute aus, was diese direkt in ihr Maul treibt. Die beiden Fühler ermöglichen die Ortung der Beute auch bei schlechten Sichtverhältnissen im trüben Wasser.